# Flying Enterprise

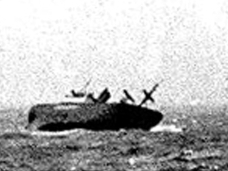
Flying-Entreprise

Le SS Flying Enterprise est un navire de Type C1-B construit en 1944 sous le nom SS Cape Kumukaki et qui coula dans l'océan Atlantique en janvier 1952.

## Historique
Le navire a été construit par le chantier naval de Consolidated Steel Corporation à Wilmington, Californie et lancé le 7 janvier 1944. Il est entré en service le 18 mars 1944 sous le nom SS Cape Kumukaki à la War Shipping Administration avec pour port d'attache Los Angeles.
Il s'agissait, comme pour les Liberty Ships, les pétroliers T2 et les Victory Ships, d'un navire construit en grande  série dans le cadre d'un programme d'urgence durant la seconde guerre mondiale. Il fut vendu en 1947 à un armateur américain d'origine danoise, la compagnie Isbrandsten (aujourd'hui incorporée dans le groupe Maersk) et renommé Flying Entreprise.
Le 21 décembre 1951, le Flying entreprise appareilla de Hambourg pour les États-Unis avec quelques passagers et une cargaison variée comprenant, d'après le manifeste officiel de chargement, des lingots de fonte, du café, des locomotives, douze voitures Volkswagen, quelques objets de grande valeur (pianos et objets d'art) et 450 tonnes de naphtaline. Mais les conditions de son naufrage, et plus particulièrement de son remorquage puis de la récupération de sa cargaison, laissent à penser qu'il contenait d'autres marchandises de grand intérêt — peut être du Zirconium, un métal rare destiné à la construction de réacteurs nucléaires.

## Situation critique
Le 25 décembre, jour de Noël 1951, le Flying Entreprise rencontra une série de tempêtes alors qu'il se trouvait à l'ouvert de la Manche, ayant doublé le Cap Lizard. Le navire commença à se fissurer et à se casser en deux, embarquant de l'eau et prenant une gîte très inquiétante, causée par le ripage de la cargaison qui empêchait notamment de faire fonctionner la machine principale mais aussi les générateurs auxiliaires. L'appareil à gouverner ne répondait plus. Il fallut tendre des câbles métalliques sur les treuils pour limiter la tendance du navire à se casser en deux. Un SOS fut lancé et plusieurs navires se déroutèrent pour porter assistance .
Henrik Kurt Carlsen, le très expérimenté capitaine du Flying Entreprise, choisit d'attendre un navire militaire américain, le transport USS General Greely pour faire évacuer ses passagers et son équipage, alors qu'un cargo anglais, le MV Sherborne était arrivé sur zône nettement plus tôt. L'évacuation des passagers fut extrêmement délicate, les canots de sauvetage du Flying Entreprise étant soit détruites, soit impossibles à mettre à la mer à cause de la gîte. Il fallut recourir à l'ancestrale technique du filage de l'huile pour calmer un peu la mer à proximité du navire et obliger les passagers à sauter à l'eau chacun à son tour en tenant la main d'un matelot avant d'être repêchés par les embarcations du General Greely.
Il n'y eut qu'un seul décès, un passager mort d'épuisement et d'hypothermie alors qu'il avait été recueilli à bord d'un canot de sauvetage.
À cette époque l'évacuation par hélitreuillage, couramment utilisée de nos jours, n'existait pas encore.
Henrik Carlsen refusa obstinément de quitter son navire, attitude très courageuse, qui peut aussi s'expliquer par le caractère "top secret" d'une partie de sa cargaison.
Un navire de guerre américain, le destroyer John W Weeks, plus tard relayé par un autre destroyer, l'USS Willard Keith se dérouta tout spécialement et resta à veiller aux alentours à partir du 2 janvier 1952, en attendant l'arrivée du remorqueur britannique Turmoil ce qui est une pratique totalement inhabituelle.
Resté seul à bord d'un navire dépourvu d'énergie, communiquant par radio (Carlsen était un radio-amateur expérimenté) , Carlsen devint vite le centre d'une autre tempête, médiatique celle-là, La presse internationale faisant de cette fortune de mer un véritable feuilleton à rebondissements.

## Un capitaine courageux
Le capitaine Carlsen, au moment du naufrage, refusa de quitter son navire, survivant difficilement dans un navire couché sur l'eau, se juchant sur sa coque. Il s'agissait moins de se conformer à une certaine imagerie héroïque que d'éviter au navire en perdition le statut d'épave: s'il n'y avait plus d'homme d'équipage à bord, le droit maritime donnait à tout un chacun le droit de s'approprier la cargaison.
Il réussit à saisir une touline lancée depuis le remorqueur Turmoil et même à embraquer et à ramener à bord la remorque principale, une lourde aussière normalement manœuvrée par une équipe de quatre hommes. Hélas, les conditions de mer provoquèrent la rupture de la remorque à peine mise sous traction.
Profitant d'une relative accalmie, le capitaine Parker, commandant du remorqueur, risqua alors le tout pour le tout, amenant le Turmoil tout près du cargo en perdition, permettant ainsi à son second, Kenneth Dancy, de sauter acrobatiquement à bord du Flying Entreprise.

## Un remorquage mouvementé... et médiatisé
L'aide de Kenneth Dancy permit en effet de hâler à bord une nouvelle remorque mais la météo, se dégradant à nouveau compliquait énormément le remorquage, obligeant à naviguer très lentement. Privé de gouvernail et couché sur le côté bâbord, le cargo "balayait" un grand arc de cercle derrière le remorqueur, une situation qui ne s'améliora que marginalement lorsque le remorqueur français Abeille 25 eut réussi à passer une seconde remorque, tirant de biais sur tribord du cargo pour tenter de le redresser.
Finalement le Turmoil continua seul le remorquage en direction de Falmouth qu'il n'avait pas encore atteint le 8 janvier, alors que le temps se détériorait à nouveau et que des dizaines de journalistes se pressaient dans le port cornouaillais, certains affrétant des avions ou des bateaux de pêche pour prendre des films et des photos à l'appui d'articles à sensation.
La remorque, usée par le frottement se rompit à nouveau le 9 janvier à 1H30 du matin, alors que la gîte du cargo avait dépassé les 60 - 70 degrés et que le convoi n'était plus qu'à 45 milles marins de Falmouth, ce qui fit dire à certains journalistes qu'il aurait peut-être mieux valu tenter de rallier le port de Cork en Irlande.
À 15 H, le cargo était totalement couché sur le côté, contraignant Dancy et Carlsen à l'évacuer... en utilisant la cheminée couchée à plat sur l'eau comme un plongeoir.
À 16H 09 le Flying Entreprise coula définitivement, salué par les sirènes des navires à proximité.
Son attitude courageuse valut à Carlsen une célébrité instantanée, et même une "Ticker-tape parade" (parade avec serpentins) en voiture décapotable, sous les acclamations d'une foule de 300 000 personnes à son retour à New-york le 17 janvier 1952.
Il fut décoré par le Président Harry Truman et continua sa carrière d'officier de la marine marchande, refusant les offres d'Hollywood pour incarner son propre rôle au cinéma (le film se fit avec Burt Lancaster) et décéda en 1989 au terme d'une vie bien remplie.
Kenneth Dancy reçut pour sa part la médaille de l'héroïsme industriel, une décoration créée par le journal Daily Herald pour honorer les actes de bravoure dans le cadre du travail quotidien, baptisée plaisamment "la Victoria Cross du travailleur".

## Sauvetage de la cargaison, plongées sur l'épave, et spéculations de cargaison secrète
La tentative de sauvetage du Flying Enterprise a fait couler beaucoup d'encre et déclenché de nombreuses spéculations dans le grand public, mais aussi dans les milieux maritimes. Au-delà de l'indiscutable courage et du professionnalisme du capitaine Carlsen, l'assistance permanente de navires de guerre spécialement envoyés pour un simple cargo pose question, la pratique étant nettement inhabituelle.
La compagnie de sauvetage italienne Sorima (célèbre pour la récupération de la cargaison de lingots d'or du paquebot SS Egypt dans les années 1930) reçut un contrat pour récupérer la cargaison du Flying Entreprise coulé par 85 mètres de fond, mais ce sauvetage était assorti d'une clause de confidentialité.
L'épave fut explorée par le célèbre spécialiste de la plongée profonde Leigh Bishop (en) en 2001 dans le cadre d'un documentaire pour la télévision danoise : il s'avéra que des ouvertures avaient été pratiquées dans la coque pour permettre la récupération d'une partie de la cargaison.
Une émission de télévision danoise diffusée en 2002 et titrée Det Skaeve Skib (Le navire-mystère) a émis l'hypothèse d'une cargaison secrète de zirconium destinée à la réalisation des gaines des barres de combustible pour le réacteur nucléaire du premier sous-marin atomique américain, l'USS Nautilus ainsi que d'une énorme somme en papier monnaie suisse. D'autres spéculations plus fantaisistes ont parlé de matériel lié aux programmes scientifiques secrets de l'Allemagne nazie, et le fait que, en 2002 du moins, les détails des opérations de sauvetage sur l'épave étaient encore classés secrets contribue à alimenter les rumeurs les plus extravagantes.